# Torre de Llebeig
La Torre de Llebeig és una torre de defensa de l'illa de la Dragonera situada davant Cala Llebeig. Va ser construïda a final del segle xvi, i està declarada Bé d'Interès Cultural.
Formava part d'un extens sistema de vigilància i senyalització de tota la costa mallorquina per combatre la pirateria, i tenia la funció de defensar Cala Llebeig, que no era visible de dalt de na Pòpia. La torre no feia senyals d'avís, atès que solament té connexió visual amb la torre de Sant Elm i la torre de la Mola d'Andratx.

## Descripció
Es tracta d'una torre cilíndrica construïda amb pedra i morter. El portal d'accés, al qual s'accedia per una escala de mà, està a uns quants metres d'altura, i condueix a una cambra coberta amb volta de mitja esfera, un armariet de paret i quatre espilleres. El cos inferior, situat davall la cambra, és massís. En un forat a la volta hi ha l'escala que permet l'accés al terrat, on es conserva un canó del calibre 6. El parapet original va ser convertit en una tronera ampla, el trespol és empedrat i un matacà defensa el portal d'entrada; el porxo que cobria el buit de l'escala ha desaparegut. Ha estat restaurada recentment.
Al peu de la torre es conserva l'aljub dels torrers i les alfàbies in situ per emmagatzemar-hi aigua.

## Història
Va ser construïda el 1585 per orde del virrei Lluís Vic amb la finalitat de defensar Cala Llebeig, que no és visible de la torre de na Pòpia i on cabien diverses naus; per això, s'hi portaren dues peces d'artilleria. El 1624, el sòtil es va esfondrar, i consta que es va refer el 1626.
El 1658 es produí un atac de pirates barbarescos a la Dragonera que capturaren el torre i destruïren la torre. Les reparacions per reconstruir-la varen tenir un cost de 150 lliures.
Va ser cedida a Hisenda el 1867, quan es va dissoldre el Cos de Torrers, esdevengut obsolet per la desaparició de l'amenaça pirata i els canvis en les tècniques militars. El 1999 la Comissió Insular de Patrimoni Històric va aprovar restaurar-la, tasques que varen concloure el 2005.